# (216897) Golubev
(216897) Golubev est un astéroïde de la ceinture principale.

## Description
(216897) Golubev est un astéroïde de la ceinture principale. Il fut découvert le 24 avril 2009 à Vitebsk par Vitali Nevski. Il présente une orbite caractérisée par un demi-grand axe de 3,10 UA, une excentricité de 0,04 et une inclinaison de 11,5° par rapport à l'écliptique.

## Compléments